# 梅田芹奈
梅田 芹奈 （うめだ せりな、2007年4月27日 - ）は、日本の元子役、モデル。
別名義は、芹奈（せりな、Celina）。
オーストラリア出身。
グリーンリバープロモーション所属。

## 人物
- オーストラリアで生まれ、8歳まで過ごす。父親がオーストラリア人、母親は日本人。
- 2013年にスカウトされ、芸能活動を開始。
- 同じ事務所に所属する真凛は、実妹[注釈 2]。

## 出演作品

### バラエティー
- 天才てれびくんシリーズ（NHK Eテレ） - てれび戦士
  - 天才てれびくんYOU（2018年4月2日 - 2020年4月2日）
  - 天才てれびくんhello,（2020年4月6日 - 2022年3月31日）[注釈 3]
- ハートネットTV パラマニア（2019年6月3日・10日、Eテレ） -  てれび戦士
- チコちゃんに叱られる!（2021年2月19日、NHK総合） - てれび戦士

## 吹き替え

### ドラマ
- 海外ドラマ「ファースト・ディ わたしはハナ」（2021年、NHKEテレ） - マディソン 役

## ディスコグラフィー
- てれび戦士による「天才てれびくんhello,」エンディングテーマ「ハローハロー/また明日」
- 「DAIJOBU」 てれび戦士とマーヴェラス西川名義。